# Chrysomela lineatopunctata
Chrysomela lineatopunctata är en skalbaggsart som beskrevs av Forster 1771. Chrysomela lineatopunctata ingår i släktet Chrysomela och familjen bladbaggar. Inga underarter finns listade i Catalogue of Life.